# Eines sense fils per a Linux
Les eines sense fils per a Linux és un paquet de comandes de Linux (eines simples basades en text) pensades per a permetre i facilitar la configuració de dispositius sense fils fent servir l'Extensió Sense Fils de Linux. Les eines sense fils per a Linux i l'Extensió Sense Fils de Linux són mantinguts per Jean Tourrilhes i patrocinats per Hewlett-Packard.

## Adopció
S'inclouen a la majoria de distribucions de sistemes operatius basades en el nucli Linux.
En moltes distribucions, aquest paquet s'hi inclou per defecte, o depenent de si es detecta una targeta de xarxa. Si no s'insta·la automàticament amb la distribució, normalment és fàcil de trobar-ho en format binari.

## Frontends
A causa de la relativa complexitat de requerir diverses comandes diferents per a una sola tasca (per exemple iwlist i iwconfig per a trobar i sincronitzar-se amb un punt d'accés sense fil), hi ha qui recomana fer servir els frontends proporcionats per GNOMEi KDE, o una aplicació anomenada NetGo, per a manipular aquestes opcions.

## Eines del paquet

### ifrename
ifrename permet canviar de nom interfícies de xarxa sense fils segons diversos criteris estàtics per assignar un nom consistent a cada interfície.
Per defecte, els noms d'interfície són dinàmics, i cada adaptador de xarxa rep el primer nom disponible (eth0, eth1...), per tant el nom pot variar segons l'ordre de creació. ifrename permet a l'usuari decidir quin nom posar a una interfície de xara. Pot fer servir una varietat de selector per a fer coincidir els noms d'interfície amb els de les interfícies presents al sistema, el selector més comú és la seva adreça MAC.
L'ifrename s'ha d'executar abans que s'activin les interfícies, pel que és principalment útil en diversos scripts (init, hotplug) però gairebé mai no el fan servir els usuaris directament. Per defecte reanomena totes les interfícies presents al sistema fent servir els mapejats definits a /etc/iftab.

### iwconfig
L'iwconfig es fa servir per a mostar i canviar els paràmetres de la interfície de xarxa específics del funcionament sense fils (per exemple el nom, la freqüència, l'SSID). També es pot fer servir per a mostrar les estadístiques sense fils (extretes de /proc/net/wireless).
Els sistemes operatius lliures BSD UNIX, el rol de l'iwconfig el du a terme una comanda ifconfig estesa.

#### Sortida de l'iwconfigd'exemple
La següent comanda mostra informació sobre la xarxa sense fils associada actualment.

```
$ iwconfig eth1
```

```
eth1 IEEE 802.11g ESSID:"OSU_PUB" 
Mode:Managed Frequency:2.427 GHz Access Point: 00:0D:9D:C6:38:2D 
Bit Rate=48 Mb/s Tx-Power=20 dBm Sensitivity=8/0 
Retry limit:7 RTS thr:off Fragment thr:off
Power Management:off
Link Quality=91/100 Signal level=-39 dBm Noise level=-87 dBm
Rx invalid nwid:0 Rx invalid crypt:860 Rx invalid frag:0
Tx excessive retries:0 Invalid misc:39 Missed beacon:8
```

### iwevent
L'iwevent mostra esdeveniments sense fils generats pels manejadors i canvis en les opcions rebuts a través d'un socket RTNetlink. Cada línia mostra l'esdeveniment sense fils específic que descriu què ha passat a la interfície sense fils especificada.
No rep cap argument.

### iwgetid
L'iwgetid informa de l'ESSID, l'NWID o l'adreça del punt/cel·la d'accés de la xarxa sense fils en ús.
Per defecte imprimirà l'ESSID del dispositiu, i si no en té imprimirà el seu NWID. La informació proporcionada és la mateixa que la que mostra l'iwconfig, però l'iwgetid és més fàcilment integrable en diversos scripts.

### iwlist
L'iwlist es fa servir per a cercar xarxes sense fils disponibles i mostrar-ne informació addicional que no mostra l'iwconfig. L'argument principal es fa servir per a seleccionar una categoria d'informació, l'iwlist mostra de forma detallada tota la informació relacionada amb aquesta categoria, incloent-hi informació que també mostra l'iwconfig.
Aquesta comanda es fa servir principalment per a generar una llista de punts d'accés sense fils propers les seves adreces MAC i SSIDs.

#### Sortida de l'iwlistd'exemple
El següent diàleg mostra el resultat d'una cerca de punts d'accés sense fils propers.

```
$ iwlist eth1 scan
```

```
eth1 Scan completed :
Cell 01 - Address: 00:12:17:46:E6:AF
ESSID:"shutyourstupiddogup"

Protocol
:IEEE 802.11bg
Mode:Master
Channel:1
Encryption key:off

Bit Rate
:1 Mb/s
Bit Rate:2 Mb/s
Bit Rate:5.5 Mb/s
Bit Rate:6 Mb/s
Bit Rate:9 Mb/s
Bit Rate:11 Mb/s
Bit Rate:12 Mb/s
Bit Rate:18 Mb/s
Bit Rate:24 Mb/s
Bit Rate:36 Mb/s
Bit Rate:48 Mb/s
Bit Rate:54 Mb/s
Quality=82/100 Signal level=-48 dBm 
Extra: Last beacon: 36ms ago
```

Aquesta cerca només retorna un punt d'accés sense fils proper. Alguna informació interessant d'aquesta cerca és l'ESSID, el tipus de xarxa, i la qualitat del senyal.

### iwpriv
Es fa servir per a manipular paràmetres i la configuració de l'extensió sense fils específica de cada manejador (en contraposició a l'iwconfig que fa servir els genèrics).
Sense cap argument, llista les comandes privades disponibles a cada interfície, i els paràmetres que requereixen. Fent servir aquesta informació, l'usuari pot aplicar aquestes comandes específiques de la interfície a la interfície especificada.

### iwspy
L'iwspy es fa servir per a monitorar un conjunt de nodes i enregistrar la qualitat de l'enllaç de cada un.
La informació obtinguda és la mateixa que existeix a /proc/net/wireless: qualitat de l'enllaç, força del senyal i nivell de soroll. Aquesta informació s'actualitza cada cop que es rep un nou paquet, així que cada adreça de la llista afegeix una certa càrrega al manejador. Tingueu en compte que aquesta funcionalitat només funciona per nodes que formin part de la cel·la sense fils actual, no es poden monitorar punts d'accés amb els que no estàs associat (per fer un escaneig per a això) o nodes d'altres cel·les. En mode Managed, en la majoria de casos els punt d'accés transmet els paquets, en aquest cas s'obtindrà la força del senyal del punt d'accés. Per a aquestes raons aquesta funcionalitat és útil principalment en mode ad hoc i master.